# Свенюнга (комуна)
Комуна Свенюнга (швед. Svenljunga kommun) — адміністративно-територіальна одиниця місцевого самоврядування, що розташована в лені Вестра-Йоталанд у південно-західній Швеції.
Свенюнга 118-а за величиною території комуна Швеції. Адміністративний центр комуни — місто Свенюнга.

## Населення
Населення становить 10 239 чоловік (станом на вересень 2012 року). 
| Кількість населення комуни Свенюнга за 1970-2010 роки | Кількість населення комуни Свенюнга за 1970-2010 роки | Кількість населення комуни Свенюнга за 1970-2010 роки | Кількість населення комуни Свенюнга за 1970-2010 роки | Кількість населення комуни Свенюнга за 1970-2010 роки |
| ----------------------------------------------------- | ----------------------------------------------------- | ----------------------------------------------------- | ----------------------------------------------------- | ----------------------------------------------------- |
| Рік                                                   |                                                       |                                                       | Населення                                             |                                                       |
| 1970                                                  | 1970                                                  |                                                       | 9 723                                                 | 9 723                                                 |
| 1975                                                  | 1975                                                  |                                                       | 10 165                                                | 10 165                                                |
| 1980                                                  | 1980                                                  |                                                       | 10 989                                                | 10 989                                                |
| 1985                                                  | 1985                                                  |                                                       | 10 888                                                | 10 888                                                |
| 1990                                                  | 1990                                                  |                                                       | 11 190                                                | 11 190                                                |
| 1995                                                  | 1995                                                  |                                                       | 11 181                                                | 11 181                                                |
| 2000                                                  | 2000                                                  |                                                       | 10 609                                                | 10 609                                                |
| 2005                                                  | 2005                                                  |                                                       | 10 430                                                | 10 430                                                |
| 2010                                                  | 2010                                                  |                                                       | 10 288                                                | 10 288                                                |
| Джерело: SCB                                          |                                                       |                                                       |                                                       |                                                       |

## Населені пункти
Комуні підпорядковано 7 міських поселень (tätort) та низка сільських, більші з яких:
- Свенюнга (Svenljunga)
- Гілларед (Hillared)
- Гольсюнґа (Holsljunga)
- М'єбек (Mjöbäck)
- Сексдреґа (Sexdrega)
- Естра-Фрелунда (Östra Frölunda)
- Еверліда (Överlida)

## Міста побратими
Комуна підтримує побратимські контакти з такими муніципалітетами:
- Тамсалу, Естонія
- Рена, Німеччина

## Галерея

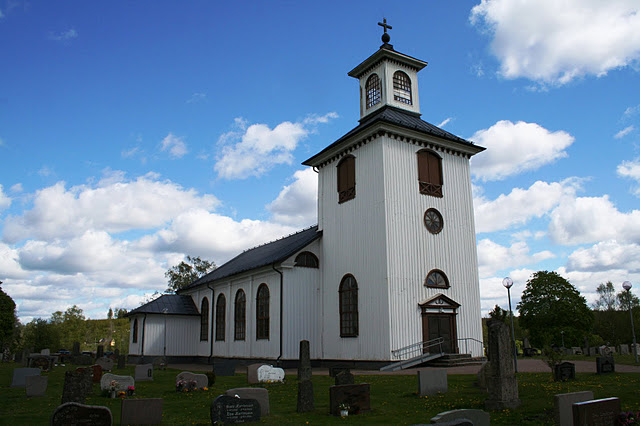
Церква (М'єбек)
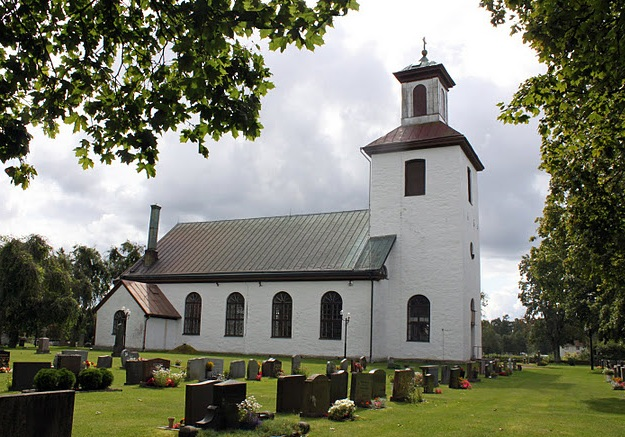
Церква (Гольсюнґа)
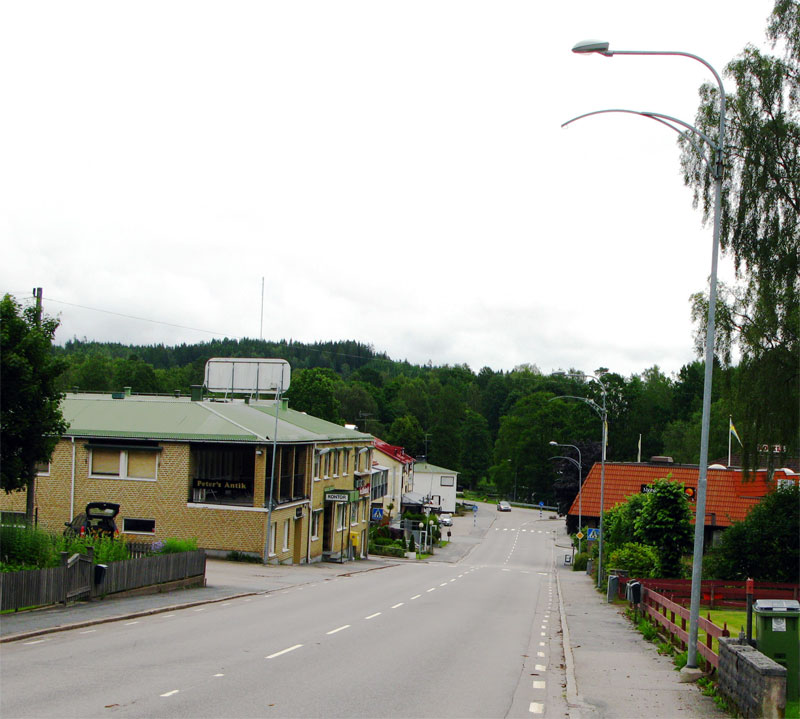
Містечко Еверліда

## Виноски
1. ↑  Folkmangd i riket, lan och kommuner (шв.) . Центральне бюро статистики Швеції. Архів оригіналу за 20 серпня 2013. Процитовано 23 лютого 2013.